# Charlotte Joël
Charlotte Joël (geb. 13. September 1887 in Berlin – gest. nach dem 19. April 1943 im KZ Auschwitz-Birkenau) war eine deutsche Fotografin.

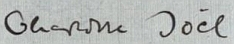
Charlotte Joëls Unterschrift (1926)

## Leben

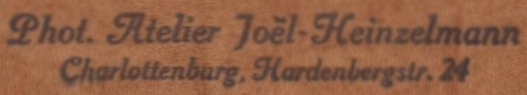
Stempelabdruck des Fotoateliers (1926)

Charlotte Joël tat sich um 1918 mit der Fotografin Marie Heinzelmann zusammen und eröffnete mit ihr in der Hardenbergstraße 24 in Berlin-Charlottenburg das Atelier Charlotte Joël & Marie Heinzelmann und widmete sich vor allem der Porträtfotografie. Ab 1919 wohnte sie am Hansaufer 5.
1918 hatte Joël die damals noch unbekannte Marlene Dietrich vor ihrer Kamera. Ende Januar 1921 hielt sich Karl Kraus für seine Vorlesungen in Berlin auf und ließ sich von ihr eine Reihe von Porträtfotografien anfertigen. Kraus und Joël blieben bis zu seinem Tod 1936 in Verbindung, Kraus bedachte sie sogar noch in seinem Testament mit einem Legat aus seiner Bibliothek. Zu weiteren bekannten von ihr porträtierten Personen zählen u. a. Walter Benjamin, Hedwig Lachmann oder Gustav Landauer.

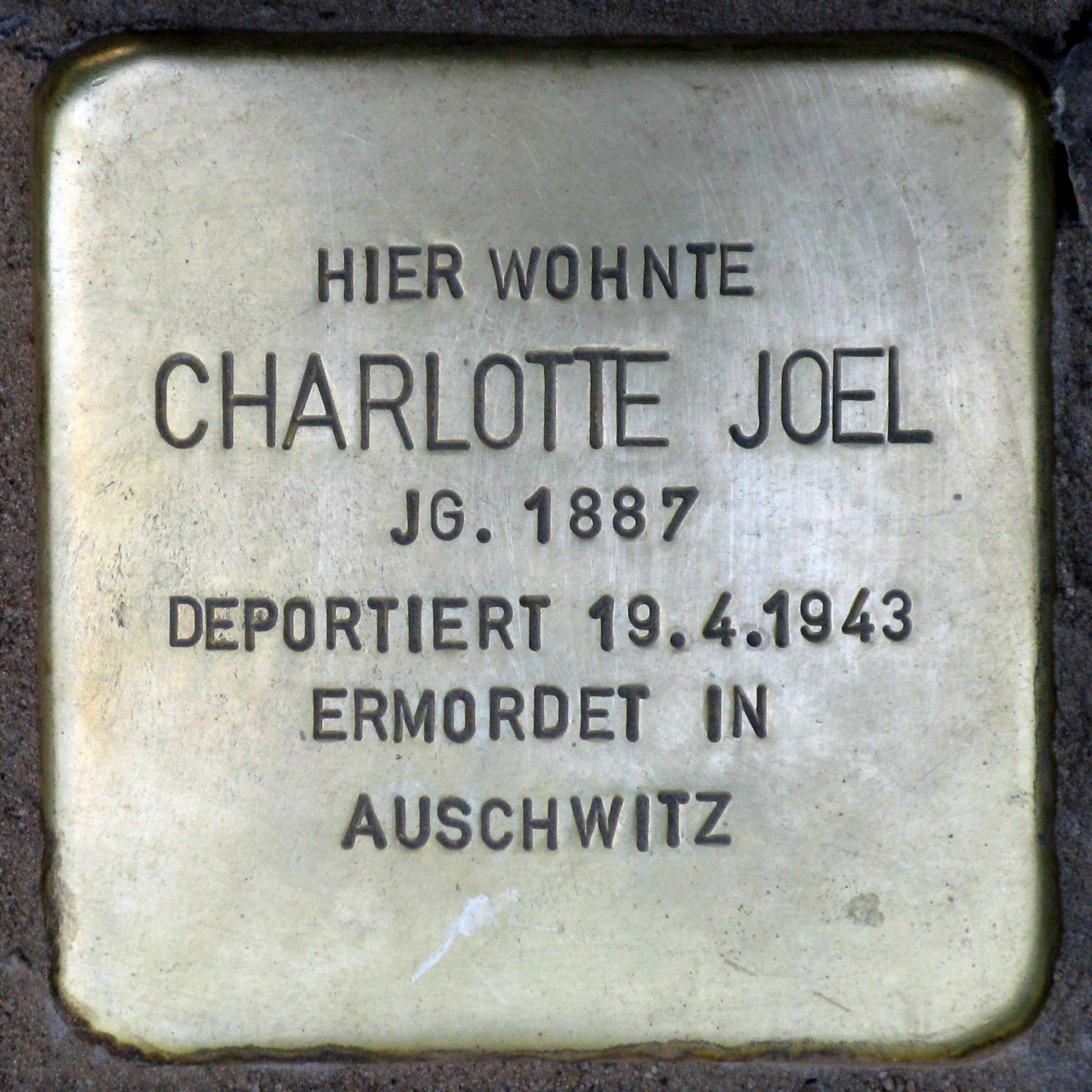
Stolperstein für Charlotte Joel

Nach der „Machtergreifung“ durch die Nationalsozialisten konnte sie ab 1933 als Jüdin nicht mehr in ihrem Beruf tätig sein, das Atelier bestand aber unter dem Namen „Joël & Heinzelmann“ bis 1938/1939 weiter. Mit Hilfe ihrer Freundin Clara Grunwald kam Joël in das Landwerk Neuendorf, wo sie in der Gemeinschaftsküche arbeitete. Zusammen mit Grunwald, ihrer Freundin der letzten Jahre, wurde Joēl mit dem Transport Nr. 37 am 19. April 1943 von Berlin in das Vernichtungslager Auschwitz-Birkenau deportiert und dann dort ermordet.
2013 wurde in der Klopstockstraße 19 für Charlotte Joel ein Stolperstein verlegt.
Ihr Bruder Ernst Joël (1893–1929) war in der studentischen Jugendbewegung tätig. Er arbeitete später als Arzt, betrieb Forschungen zur Drogensucht und war mit Walter Benjamin, Gustav Landauer und Martin Buber bekannt.

## Porträts

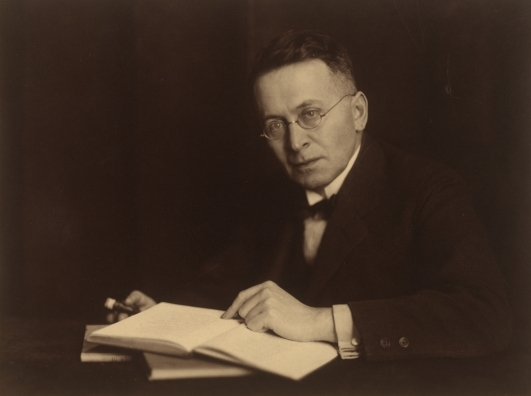
Karl Kraus (1921)
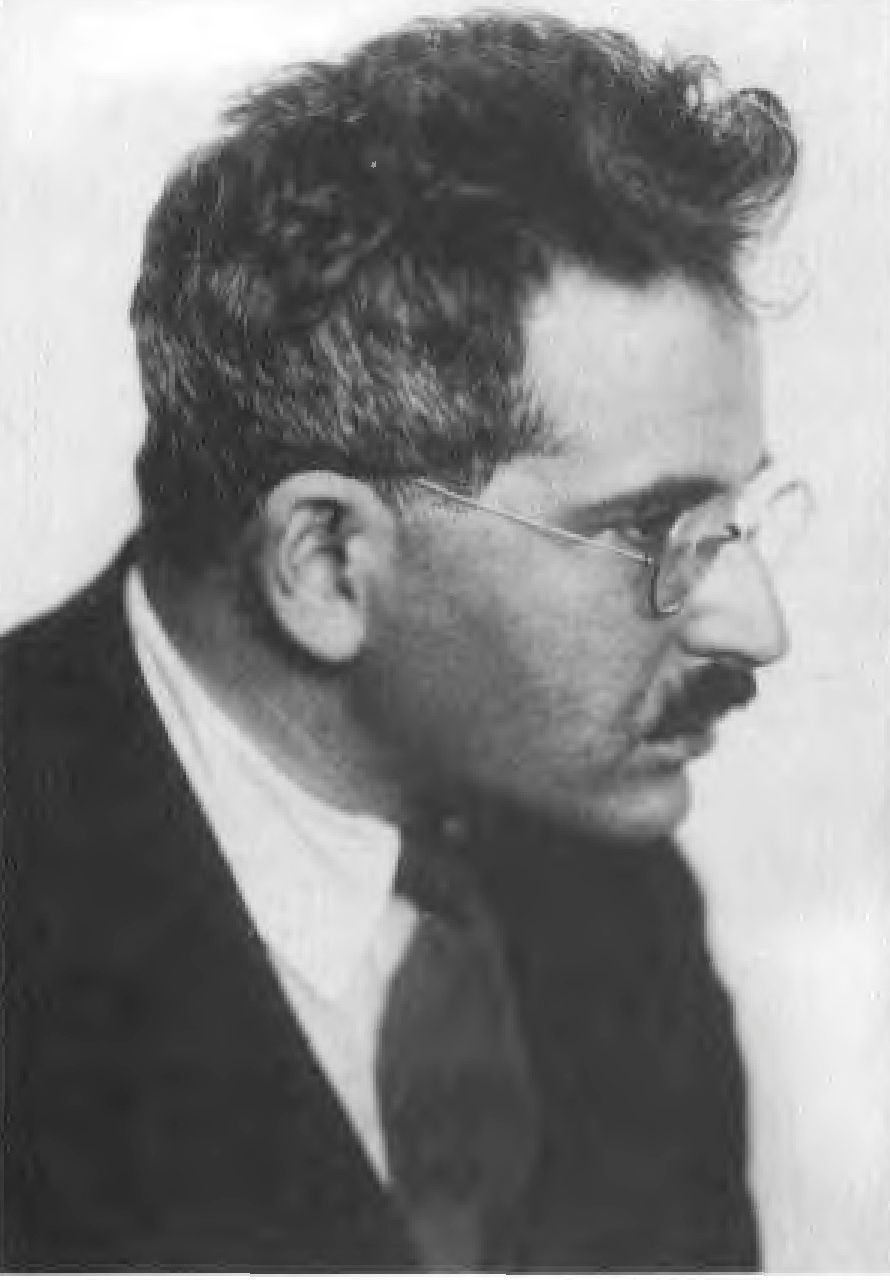
Walter Benjamin (1929)